# Oglje
Oglje je organski ostanek živalskega ali rastlinskega izvora, ki nastane ob dehidraciji teh snovi ob visokih temperaturah in odsotnosti kisika. Sestavljeno je iz ogljika (od 85 - 98 %) in drugih primesi. Po izgledu je podobno premogu, le da je lažje in bolj porozno.

## Pridobivanje oglja izlesa
Oglje za kurjavo se pridobiva iz tršega lesa s postopkom suhe destilacije.

### Tradicionalno pridobivanje
Oglje so včasih pridobivali v posebnih kopah, ki so jih oglarji postavljali v gozdovih. Les jelše (črna, bela ali zelena) ali vrbov les sta najbolj primerni vrsti za »kuhanje« oglja. Najboljši del drevesa je tanko deblo ali debelejše veje. Najprej je les treba posušiti. Nato material prečno razžagajo. Za tem te kose razcepijo na primerno debelino in jih zložijo v pokončni stožec, ki jo nato obdajo z mokro zemljo. V tako postavljeno kopo naredijo dve odprtini, eno na vrhu in eno ob vznožju. Na sredini kope nato prižgejo ogenj, ki ustvarja potrebno toploto, da les zogleni. Uspeh pridobivanja oglja je v največji meri odvisen od usposobljenosti oglarja. V 17. stoletju je bila uspešnost poklicnih oglarjev okoli 90 %. Na Slovenskem je bilo oglarstvo najbolj razširjeno na Pohorju in na Koroškem in na Primorskem (Trnovska planota). Še danes pa je oglarjenje precej živo v škofjeloškem hribovju.

### Moderno pridobivanje
Danes se oglje pridobiva v posebnih pečeh iz odpadnega lesa in žagovine, zaradi elektronskega nadzora ognja in kisika pa je uspešnost skoraj stoodstotna.

### Uporaba lesnega oglja
Oglje je bilo v zgodovini najpomembnejše zaradi uporabe pri izdelavi smodnika, danes pa se poleg tega uporablja še v jeklarski industriji in za gospodinjke namene (pečenje na žaru, kurjava, uporaba v vodnih filtrih ...).
Oglje uporabljajo tudi slikarji za risanje.

## Živalsko oglje
Živalsko oglje je oglje, pridobljeno na podoben način kot lesno, le da gre pri izdelavi tega produkta za suho destilacijo surovin živalskega izvora (po navadi kosti). Oglje živalskega izvora v nasprotju z lesnim, vsebuje le okoli 10 % ogljika, ostalo pa so kalcijevi in magnezijevi fosfati ter ostale anorganske sestavine kosti. Tovrstno oglje se uporablja v medicinske namene in v prehrambeni industriji pri postopkih rafiniranja.